# 講師資格試験 (日本共産党)
講師資格試験（こうししかくしけん）とは、日本共産党の党員教育システムの一つ。1967年に制度化されたものである。

## 概要
日本共産党の党員教育システムには、学習会などの「集団学習」と党員個人が自習する「独習」がある。講師資格試験は、この「集団学習」のための講師資格を認定することによって学習会の理論的・思想的レベルアップを図るために設けられたのである。

## 各級講師の種類と内容
- 初級講師 - 支部（細胞）レベルでの教育を行う。綱領や規約など党員として基本的な知識を身に付けさせる。
- 中級（地区）講師 - 地区レベルでの教育を行う。大衆教育をする上で最小限に必要な理論的・政治的知識を身に付けさせる。
- 中級（都道府県）講師 - 都道府県委員会レベルでの教育を行う。大衆教育をする上で必要な理論的・政治的知識を身に付けさせる。
- 上級講師 - 党中央レベルでの教育を行う。党中央が主催する党学校や講演会などの講師として活動する。

## 各級講師の受験資格
初級講師から中級（都道府県）講師までは、党員であれば誰でも好きな級の講師試験を受験できる。初級講師→中級（地区）講師→中級（都道府県）講師の順に受験する必要はない。ただし上級講師については、通常の試験ではなく論文審査等の手続きによって別途に審査される。